# Soare după nori
Soare după nori este titlul celui de-al șaselea album de studio al cântăreței Andreea Bălan. 

## Lista pieselor
| No. | Numele piesei         | Durata |
| --- | --------------------- | ------ |
| 1   | „Stele Cazatoare”     | 3:22   |
| 2   | „Dimineti Cu Tine”    | 2:55   |
| 3   | „Soare Dupa Nori”     | 3:34   |
| 4   | „Posibil Imposibilul” | 3:11   |
| 5   | „Sufletul Meu Pereche | 3:20   |
| 6   | „Ne Indragostim”      | 3:19   |
| 7   | „Inima De Fier”       | 3:18   |
| 8   | „Am Crezut In Basme”  | 3:41   |
| 9   | „Poveste De Toamna    | 3:43   |
| 10  | „Amintiri”            | 3:23   |
| 11  | „Iubeste-ma, nu”      | 3:32   |
| 12  | „Nu Mai Doare”        | 3:21   |
| 13  | „Love Me, Not”        | 3:31   |